# Nabu-mukin-zeri
Nabu-mukin-zeri o Nabû-mukin-zēri va ser rei de Babilònia dels anys 732 aC al 729 aC. La Llista de reis de Babilònia de l'època hel·lenística l'anomena Χινζηρος ('Quinzeros').
Era un cabdill dels caldeus de la tribu dels Bit-Amukkani que es va apoderar del tron derrocant Nabu-shuma-ukin II. El seu regnat es va acabar amb la presa de la ciutat de Sapia per l'exèrcit d'Assíria dirigit per Teglatfalassar III. Va aconseguir fugir a la ciutat de Babilònia, on va ser assassinat durant el setge. Teglatfalassar es va proclamar rei de Babilònia.